# Internetverslaving
Internetverslaving (ook wel cyberfrenie) is een benaming voor problematisch veel internetgebruik, dat niet langer voortkomt uit noodzaak, maar vanuit een innerlijke drang. Het is een chronisch, acuut en sociaal probleem dat vaak jongeren treft.
De afwijking werd genoemd als een satirische grap door de arts Ivan Goldberg in 1995. Hij nam gokverslaving als model voor zijn genepte beschrijving. Op de dag van vandaag weten de onderzoekers nog altijd niet of dit een werkelijk pathologische afwijking is die in DSM-5 zou moeten worden opgenomen.

## Types internetverslaving
- Chatverslaving, waarbij iemand zoveel tijd besteedt aan chatten dat het verslavend wordt, kan een oorzaak hebben in sociale druk. Om niet achter te lopen bij de rest, probeert iemand om altijd mee te chatten. Chatverslaving kan al op jonge leeftijd ontstaan: kinderen van 12 tot 15 jaar chatten het meest van iedereen. Maar ook mensen met bijvoorbeeld een slecht huwelijk kunnen verslaafd raken aan chatten. Dat kan ertoe leiden dat iemand van zijn chatvriend(in) meer gaat houden dan van zijn/haar eigen vrouw/man, wat desastreus kan zijn voor een huwelijk.
- Socialemediaverslaving of Facebookverslaving, waarbij een constante behoefte is om actief te zijn op sociale media.
- Gameverslaving, verslaving aan het spelen van computerspellen, is onder jongeren de meest voorkomende verslaving. Vooral online spellen kunnen verslavend werken. In een dergelijke internetgame voeren spelers uit de hele wereld voortdurend strijd met elkaar. Daarom is het nodig om met grote regelmaat de betreffende website te bezoeken. Er zijn voorbeelden bekend van spelers van het toentertijd populaire spel Runescape die om middernacht, onder de les, of op andere ongelegen momenten achter de pc 'moesten' kruipen.
- Pornoverslaving, is het herhaaldelijk, overmatig, ongecontroleerd en dwangmatig bekijken van pornografie op internet. Dit kan leiden tot aanzienlijke beperkingen in het sociale en beroepsmatige functioneren. Dit kan ook leiden tot sociale afzondering om het gedrag dat de verslaving voedt voort te zetten.

## Symptomen
Internetverslaving kan zich uiten in:
- Langer online zijn dan gewoonlijk.
- Erger verdiept zijn (bijvoorbeeld in een spel) dan normaal is.
- Internet- of spelgebruik ontkennen en verstoppen voor anderen.
- Ongehoorzaamheid aan tijdslimiet (of andere limieten, bijvoorbeeld opgelegd door ouders).
- Afname van de belangstelling voor offline recreatie, zoals sport enz.
- Afname van de belangstelling voor zelfverzorging zoals hygiëne, slaap en voedsel.
- Sociale terugtrekking van familie en vrienden, terugtrekking van werk en/of school.
- Geen plezier beleven aan activiteiten, tenzij online.
- Voortzetten van een activiteit (bijvoorbeeld online spel), ondanks zijn negatieve fysieke, emotionele, relationele of professionele gevolgen.

Deze symptomen hoeven niet allemaal voor te komen bij een internetverslaving. Anderzijds betekent het voorkomen van een van de symptomen niet automatisch dat iemand verslaafd is. Iemand die veel gebruikmaakt van het internet kan dit evengoed voor werk, studie of andere doeleinden doen. Er is pas sprake van verslaving wanneer er een innerlijke drang naar internetgebruik ontstaat en het normaal functioneren beïnvloed wordt.
Een groot gevaar schuilt erin dat de persoon niet het gevoel heeft in een sociaal isolement terecht te komen. Op internet worden vaak vele virtuele vrienden gemaakt. Dit gaat ten koste van andere relaties met vrienden, familie en kennissen. Men raakt in extreme mate verwikkeld en verslaafd aan het chatten waardoor men niet meer zonder kan functioneren. Andere dagelijkse taken worden niet langer uitgevoerd. Zo laat men hier bijvoorbeeld afspraken voor vallen, eet men minder of onregelmatig of laat men het slapen.

## Oorzaken
Het gebruik van internet begint meestal als een hobby. Er wordt vervolgens meer en meer tijd in gestoken. De internetgebruiker heeft het gevoel dingen te kunnen bereiken op het internet die ze niet kunnen bereiken in het echte leven. Daarom willen ze steeds meer in de virtuele wereld "leven".
Vermoedelijk zijn sommige mensen gevoeliger voor verslavingen dan anderen. Zeker mensen die op hun werk de hele dag voor de computer zitten zullen minder geneigd zijn thuis nog eens hetzelfde te doen. De mensen met problemen lopen een groter risico. Een slechte relatie, het verlies van werk en langdurige ziekte zijn de bekendste oorzaken. De mensen sluiten zich af van de buitenwereld. Iemand die al aan een andere verslaving lijdt, loopt ook een grotere kans op internetverslaving.
Personen met een chatverslaving zijn vaak mensen die in het gewone leven moeilijkheden hebben met communiceren en het uiten van gevoelens die wegvluchten in chatboxen. Voor hen is het extra moeilijk de gevaren in te schatten, want ze krijgen net het gevoel op een sociale manier nieuwe contacten te leggen.
De voornaamste oorzaken die kunnen leiden tot een chatverslaving zijn meestal de volgende:
- Jongeren krijgen het gevoel dat ze via het chatten hun negatieve gevoelens kwijt raken.
- Eenzaamheid.
- Een problematische gezinssituatie.
- Wanneer chatten gezien wordt als een ontsnappingsmogelijkheid aan de werkelijkheid.

## Behandeling
Een behandeling zal proberen het onderliggende probleem aan te pakken. Vaak vluchten mensen weg in chatboxen om de onvrede over een bepaalde situatie te vergeten. Men probeert de levensstijl te veranderen zodat internetactiviteiten een steeds kleinere rol gaan spelen in het leven van de betrokkene en men probeert deze activiteiten te vervangen door alternatieve activiteiten. Net zoals bij andere verslavingen is het aangeraden iemand uit de directe omgeving hierbij te betrekken om de slaagkans te vergroten.
Bij de behandeling van internetverslaving is het noodzakelijk aandachtig te zijn voor de invulling van de vrijgekomen tijd. Er bestaat een kans dat de persoon in een diep gat valt waardoor hij gevoeliger wordt voor depressies. Het opnieuw aanleren van een gezond dag -en nachtritme en het in contact komen met nieuwe vrienden is ook belangrijk in de behandeling.
De behandeling bestaat uit drie delen:
- Motiverende gespreksvoering: Er wordt gekeken naar de voor- en nadelen van internetgebruik. De internetter moet zijn eigen afwegingen maken waarom hij wil stoppen met het problematische gedrag.
- Zelfbeheersing: Het is beter het internetgebruik te verminderen in kleine stapjes, dit door zich bijvoorbeeld aan een maximale tijdsduur te houden. Om zijn daginvulling te veranderen is het belangrijk dat hij afspreekt met mensen in real life. Er is pas van zelfbeheersing sprake wanneer de internetter de uitlokkende factoren kent en leert wat hij in die situatie moet ondernemen. Deze factoren kunnen zijn:
  - Problematisch internetgebruik komt vaak voor bij mensen die een vervelende gebeurtenis meemaakten.
  - Negatieve gedachten: In het virtuele leven kan hij bevestiging krijgen en zich daardoor beter voelen.
  - Eenzaamheid
- Terugvalpreventie - Het opnieuw in contact komen met het dagelijkse leven. Door oude contacten te herstellen kan de internetter terug zijn plek in het echte leven opnemen.